# ぼったくり防止条例
ぼったくり防止条例（ぼったくりぼうしじょうれい）とは、地方公共団体の条例の通称である。

## 概要

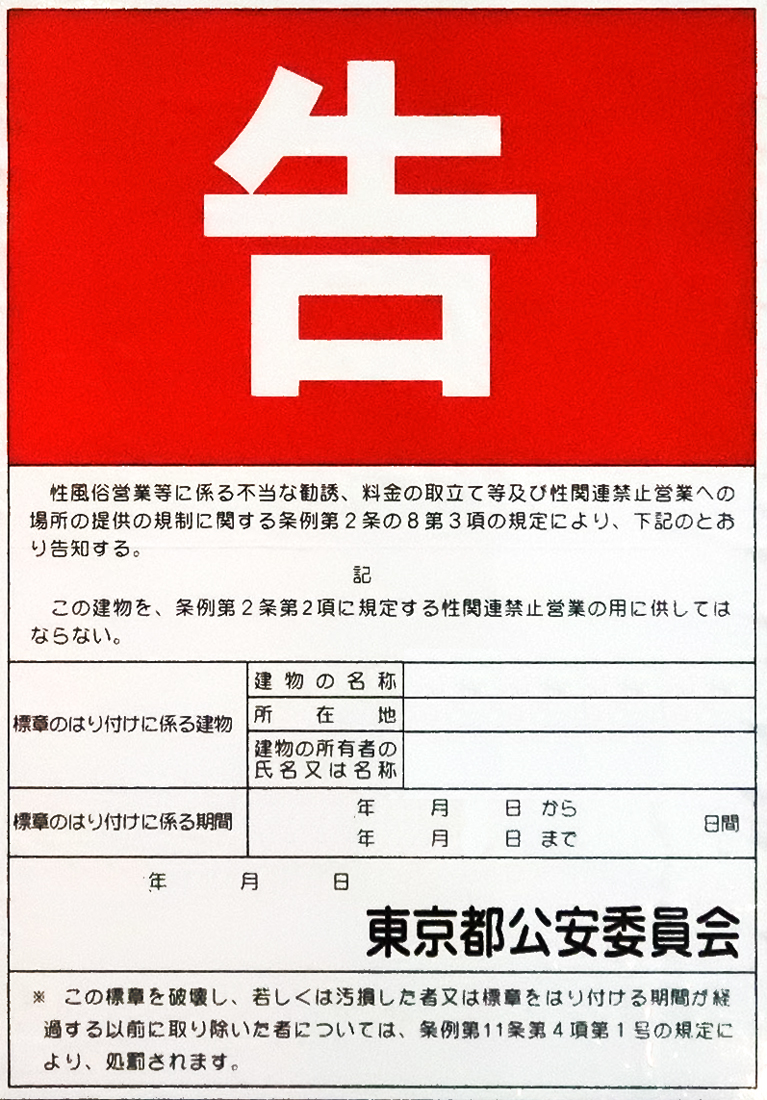
東京都の「ぼったくり防止条例」第2条の8第3項に基づく告知で用いる標章。

都道府県公安委員会が指定する地域で営業されている飲食店や性風俗営業における「料金等の表示義務」「不当な勧誘等の禁止」「不当な取立ての禁止」について規定している。また東京都では、ビル所有者に対しても一定の責務を負わせ、｢性関連禁止営業｣に使用させてはいけない旨の条文が追加された。
2000年に東京都が初めて制定。その後北海道・大阪府と一部の都道府県で施行されている。

## 条例名
| 都道府県 | 条例の正式名称                                                                                 |
| -------- | ---------------------------------------------------------------------------------------------- |
| 北海道   | 北海道性風俗営業等に係る不当な勧誘、料金の取立て等の規制に関する条例                           |
| 宮城県   | 飲食店等営業に係る不当な勧誘、料金の取立て等の防止に関する条例                                 |
| 東京都   | 性風俗営業等に係る不当な勧誘、料金の取立て等及び性関連禁止営業への場所の提供の規制に関する条例 |
| 新潟県   | 新潟県接客飲食店等営業に係る不当な勧誘、料金の取立て等の規制に関する条例                       |
| 愛知県   | 酒類提供等営業に係る不当な勧誘、料金の不当な取り立て等の規制等に関する条例                     |
| 大阪府   | 大阪府酒類提供等営業に係る不当な勧誘及び料金の不当な取立ての防止に関する条例                   |
| 広島県   | 酒類提供営業等に係る不当な勧誘、料金の取立て等の規制に関する条例                               |
| 福岡県   | 福岡県性風俗営業等に係る不当な勧誘、料金の取立て等の規制に関する条例                           |